# Commodore PET
O PET (Personal Electronic Transactor) foi um microcomputador/computador doméstico produzido pela Commodore a partir do final da década de 1970.
Embora não tenha sido um grande sucesso de vendas fora dos mercados educacionais do Canadá, Estados Unidos e Reino Unido, foi o primeiro computador completo produzido pela Commodore e se constituiria na base para o futuro sucesso da empresa pelos computadores VIC-20 e 64.